# 卡薩爾諾夫戰役
卡薩爾諾夫戰役發生於1811年3月14日，是馬塞納從葡萄牙撤退期間的一場後衛戰。在這次撤退中，一個法國師在米歇爾·內伊元帥的指揮下，進行了一系列經典的後衛戰。而在這場戰役中，威廉·厄斯金的魯莽行為導致英軍損失慘重。

## 延伸閱讀
- 蓬巴爾戰役
- 雷迪尼亞戰役

## 註腳
1. 1 2  Smith 1998，第356頁.